# رشوند
ایل رشوند که به عنوان رشیان نیز شناخته می‌شوند، یکی از ایل‌های لک ایران است که در غرب، مناطق مختلف ایران، به‌ویژه قزوین همچنین در سلیمانیه عراق ، کردستان، سوریه، و شرق و نیز شمال ترکیه سکونت دارند.
 بخشی از رشوندها هنوز در غربی‌ترین نقطه سوریه و بخشی دیگر در ترکیه، در استان‌های آدیامان، غازی عینتاب و قهرمان‌مرعش زندگی می‌کنند. دین برخی از رشوندها حنفی و برخی دیگر علوی هستند و در میان آنها پیروان ایزدی نیز وجود دارند.
بخشی از رشوندها در شمال ایران ساکن شده‌اند. در شمال، تیره‌ای از قبیله رشوند که از آن جدا شده، به نام سیاه گلی، از عده‌ای چادرنشین تشکیل شده بود. طایفه رشوند در الموت، ناوه کلیشم، کاکوهستان، شهرستان رودبار، بهرام آباد، دهدوشاب و همچنین در خورگام نیز سکونت دارند.از رشوندهای صاحب‌نفوذ الموت می‌توان به محمد زمان خان رشوند و محمد علی خان رشوند (سردارسعید) اشاره نمود.

## زبان
زبان اهالی این ایل کردی کرمانجی است اما عده‌ای از آن‌ها به کردی ایلامی صحبت می‌کنند.

## خاستگاه ایل رشوند
طایفه رشوند از لحاظ قومی کرد هستند. و خاستگاه اولیه آنان کردستان ایران و سلیمانیه عراق است. این طایفه از دورهٔ صفویه گاهی به صورت مدافع، گاه به صورت مهاجم و گاهی هم به صورت حاکم در تاریخ ایران نقش‌آفرینی کرده‌است.
در کتاب گلشن مراد گزارشی موجود است که ضمن شرح وقایع سال ۱۱۷۵ ق از برخوردار خان و زال خان به صراحت به سمت سرکرده طایفه رشوند نام برده که به پشتیبانی از کریم‌خان زند علیه فتحعلی‌خان افشار در ارومیه جنگیده‌اند.
در مورد خاستگاه ایلی و زمان کوچ طایفه رشوند؛ روایت‌های متعددی از عصر صفویه تا قاجار موجود است. نظریه غالب در بین بیشتر
پژوهشگران این است که رشوندها شاخه‌ای از ایل ببه سلیمانیه هستند که در زمان پادشاهی شاه عباس اول به اطراف قزوین و عمارلو و رودبار الموت کوچ داده‌شده‌اند.
هرچند در منابعی نظریه‌های دیگر مبنی بر کوچ ایل رشوند در دوران نادرشاه یا قاجار وجود دارد. به‌طور مثال عین‌السلطنه در روزنامه خاطرات خود، ضمن سخن از علل کوچ ایل‌ها، معتقد است که رشوندهای رودبار در دورهٔ نادر شاه افشار از کلات نادری کوچ داده شده‌اند.
محمدصادق رشوند و محمدعلی رشوند از معارف ایل رشوند در قزوین بر این اعتقاد هستند که طایفه آنها در عصر قاجار کوچ داده شده‌اند که با توجه به بعد زمانی مصاحبه و اعتقاد عین‌السلطنه در روزنامه خاطرات خود این نظر صحیح نیست.
همچنین آنها طبق نوشته‌های سنگ قبر کلبعلی‌خان رشوند معتقدند که رشوندها از هرات به قزوین کوچ داده‌شده‌اند. محمدعلی گلریز نیز همین اعتقاد را دارد.
هنری فیلد بر این باور است که رشوندها از بلخ مهاجرت کرده‌اند. منوچهر ستوده و ایرج افشار سیستانی نیز بر این اعتقاد هستند.
البته به نظر می‌رسد منظور هنری فیلد و گلریز از اینکه نوشته‌اند طایفه رشوند از بلخ و پیرامون هرات به قزوین مهاجرت کرده‌اند، این است که تعدادی از طایفه رشوند که از کردستان ایران و سلیمانیه عراق به دشت ری و سپس به خراسان کوچانده شدند، از آنجا به قزوین مهاجرت کرده‌اند نه اینکه خاستگاه اولیه آنها بلخ و بخارا باشد. اعتقاد بازماندگان طایفه رشوند در این رابطه را نیز باید به همان بازگشت‌های بعدی شماری از طایفه رشوند از خراسان به رودبار الموت و قزوین مربوط دانست.
در کتاب دستور شهریاران حضور طایفه رشوند در منطقه ری و قزوین در سال ۱۱۰۸ هجری قمری در دوره صفویه در دفع گروهی از ایل افشار ذکر شده‌ است.

## مقابله با هجوم ازبک‌ها
اولین و مهم‌ترین پیامد نظامی کوچ طایفه رشوند به دست شاه عباس، سرکوب تهاجمات ازبکان و دفاع از مرزهای شرقی و شمال شرقی ایران بود که با آغاز فرمانروایی شاه اسماعیل اول حملاتشان شدت گرفت و طی دورهٔ شاه عباس اول وارد مرحله جدی تری شد. به‌دلیل واقع شدن خراسان در مسیر تجارتی هند، شاه عباس به تبعیت از سیاست شاهان قبلی صفویه، کردها و ازجمله طایفه رشوند را برای مقابله با ازبکان ترغیب به کوچ کردن به این منطقه نمود. یکی از رؤسای طایفه رشوند به نام برخوردار خان تا منطقه هرات برای مقابله با ازبکان و پیشگیری از نفوذ ترکمانان پیش رفته و در نبرد با آنها شخصی به نام اسکندربیگ و پسرانش به نام‌های نجف علی، حاجی علی و آقاخان بیگ را اسیر کرد و به پیروزی‌های درخشانی نیز دست یافت.

## شرکت در سرکوب طایفه افشار
ایل افشار از دورهٔ شاه سلطان حسین، با توجه به ضعف حکومت، سر به نافرمانی برداشته و در تحولات تاریخ ایران نقش ویژه‌ای ایفا کرد. از لحاظ نظامی نیز سپاه شاه دچار مشکلات عقیده‌ای بود، به همین دلیل دربار صفوی تصمیم گرفت از قدرت یوزباشیان طایفه رشوند، اینانلو و قراگوزلو برای دفع و ضبط تمامی املاک طایفه افشار ساکن ری و رودبار الموت استفاده کند. این واقعه که در سال ۱۱۰۸ ق اتفاق افتاد، نشان‌دهنده این است که رشوندها در دوره شاه سلطان حسین جزء سرکردگان و یوزباشیان سپاه صفوی بوده و در جنگ‌ها و سیاستهای آن حکومت، به ایفای نقش می‌پرداخته‌اند.